# Лоренцо Флеърти
Лоренцо Флеърти (на английски: Lorenzo Flaherty) e италиански киноактьор от ирландски произход. Той е син на ирландец и италианка. В България е известен с ролите си на Андреа Бини в сериала „Отдаденост“ и на Рикардо Вентури в сериала „Веществени доказателства“.